# Сонеква Мартін-Грін
Сонеква Мартін-Грін — американська акторка. Найбільш відома телевізійними ролями Майкл Бернхем, головної героїні стримінгового телесеріалу "Зоряний шлях: Дискавері", та Саші Вільямс у серіалі "Ходячі мерці". До цього Мартін-Грін знімалася в кількох незалежних фільмах, перш ніж отримала першу постійну роль як Кортні Веллс у серіалі "Гарна дружина". Пізніше виконувала постійні ролі Тамари в серіалі "Якось у казці" та Ронди в серіалі "Новенька".

## Раннє життя
Сонеква Мартін народилася і виросла в Расселвіллі, штат Алабама. Її батьками були Чарльз Вінстон Мартін (1943–2021) і Вера Лінн Мартін-Мур (до шлюбу Фрімен; 1950–2021). Її батьки розлучилися, і мати одружилася знову. Вона має рідну сестру НаКішу і трьох старших зведених сестер по батьковій лінії.
Мартін-Грін спочатку планувала стати психологинею, у десятому класі вирішила обрати кар'єру акторки. "Я не знала, що стану акторкою, до 16 років. Я думала, що стану психологинею, що цікаво, тому що це дуже схоже на акторську майстерність. Я була зачарована людською поведінкою і тим, чому люди роблять те, що вони роблять. Я була на репетиції в десятому класі, коли мене осяяло. Тому я здобула ступінь з театрального мистецтва в Університеті Алабами."
Мартін-Грін закінчила Університет Алабами у 2007 році зі ступенем у театральному мистецтві.

## Кар'єра

### Кіно
Хоча Сонеква Мартін-Грін відома насамперед своїми телевізійними ролями, у кіно вона дебютувала в 2009 році. У 2009 році вона виконала головну роль Тоші Спіннер у фільмі "До кінця" разом із Луїзою Краузе, енергійною студенткою, яка прагне побудувати світле майбутнє поза межами Анакостії, одного з найбідніших районів Вашингтона. Фільм зосереджений на її дружбі та суперництві з Джессі (Луїза Краузе), привілейованої дівчини з Бетесди, чиї схильності до розпусти загрожують стати її загибеллю. Обидві намагаються краще зрозуміти проблеми одна одної, в той час як суспільство загрожує розділити їх ще більше. Фільм отримав загалом позитивні відгуки, а гра Мартін-Грін була високо оцінена критиками, навіть тими, хто негативно відгукувався про фільм.
У листопаді 2018 року було оголошено, що Мартін-Грін зіграє у фільмі "Історія ззовні" разом із Браяном Тайрі Генрі, режисером якого став Казимир Нозковські. У липні 2021 року вона виконала роль Камії Джеймс у фільмі "Космічний джем: Нове покоління".

### Телебачення

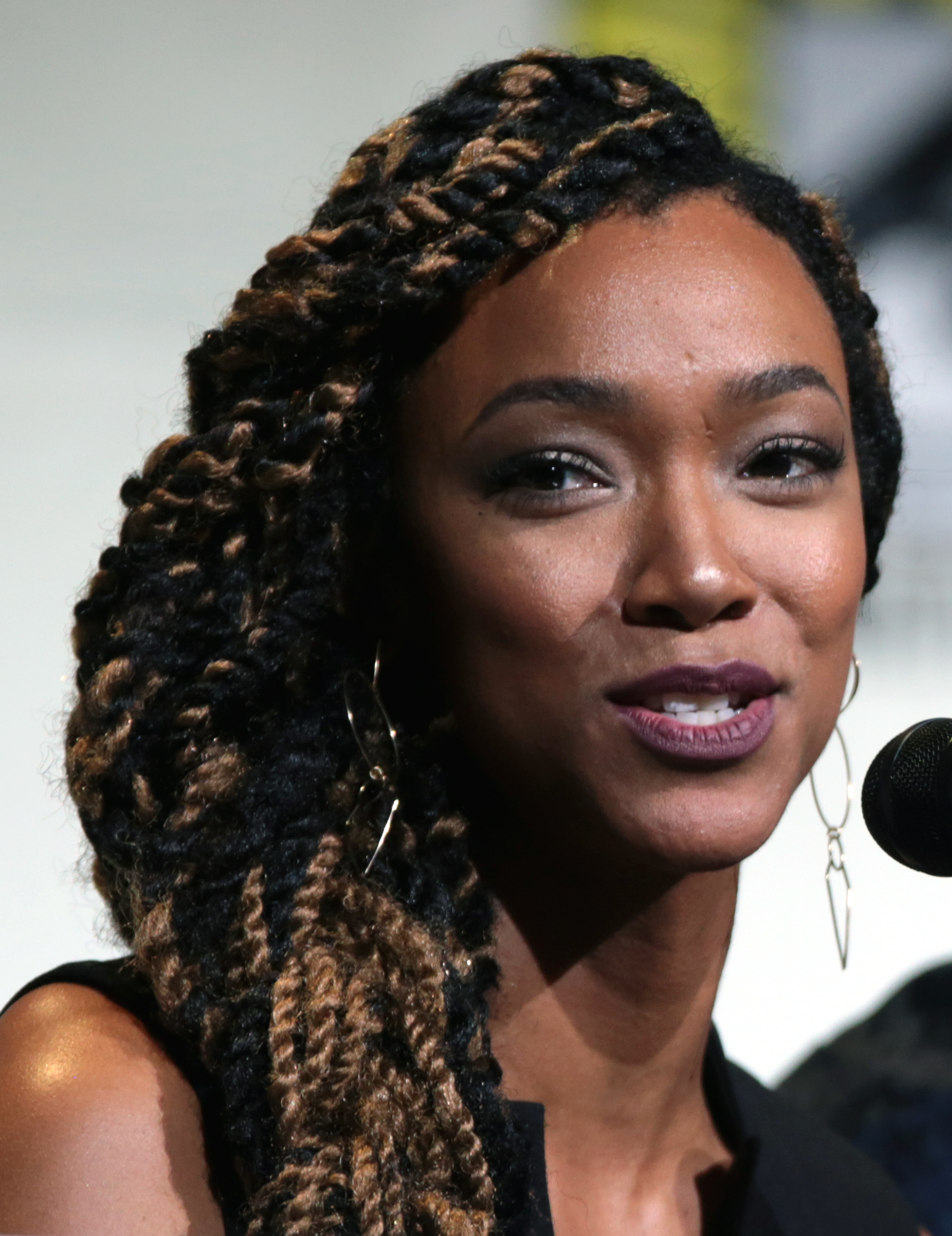
Мартін-Грін на Comic-Con у Сан-Дієго 2016 року для Ходячих Мерців

Мартін-Грін мала різні гостьові та постійні ролі у телевізійних шоу. Вона дебютувала на телебаченні у 2008 році, з'явившись у серіалі NBC "Закон і порядок: Злочинні наміри" в ролі Кіани Річмонд. Потім вона отримала свою першу постійну роль у серіалі "Армійські дружини" як Канесса Джонс наступного року. У 2009 році вона отримала роль Кортні Веллс у серіалі "Гарна дружина", її першу постійну роль дорослої персонажки, на відміну від попередніх ролей підлітки як у фільмах, так і на телебаченні. Вона з'являлася в цьому шоу протягом двох років, а потім ще двічі у серіалах "Пліткарка" та "NYC 22" у 2011 році.
У 2012 році вона була затверджена на постійну роль у серіалі "Ходячі мерці" як Саша, сестра Тайріза (Чад Коулман), оригінального персонажа серіалу. Мартін-Грін пробувалася на роль Мішонн під псевдонімом через секретність процесу прослуховування. Коли Данай Гуріра, яку Мартін-Грін назвала "ідеальним вибором", була затверджена на роль, колишній шоураннер Глен Маззара все ж хотів, щоб Мартін-Грін брала участь у шоу, і вирішив створити роль спеціально для неї. Вона була підвищена до постійної персонажки в четвертому сезоні разом з Емілі Кінні та Коулманом.
Після прослуховування на роль Мішонн вона прочитала перші три томи графічних романів у рамках підготовки до серіалу. Знаючи, що вони відрізняються, вона вирішила не продовжувати читати серію коміксів, щоб уникнути знання майбутніх сюжетних ліній, які можуть з’явитися у серіалі. Гра Мартін-Грін в ролі Саші, особливо в п'ятому та сьомому сезонах, отримала позитивні відгуки.
Після завершення зйомок третього сезону "Ходячих мерців" Мартін-Грін була затверджена на роль у другому сезоні серіалу "Якось у казці", де вона грала роль Тамари, жінки, яка прагне позбавити світ від магії. Вона ненадовго повернулася в третьому сезоні, а потім повернулася до своєї постійної ролі Саші в "Ходячих мерців". З першого епізоду шостого сезону ім'я Мартін-Грін з'являється в початкових титрах.
У грудні 2016 року її роль головної акторки в серіалі "Зоряний шлях: Дискавері" була повідомлена в професійній пресі, а офіційно підтверджена CBS All Access у квітні наступного року (після її останньої регулярної появи в "Ходячих мерцях"). Вона дебютувала в ролі першого офіцера Майкл Бернхем у "Вулканському салюті" 24 вересня 2017 року і залишалася центральним персонажем серіалу протягом чотирьох сезонів, що транслювалися до 2023 року. Персонаж Мартін-Грін був описаний співтворцем серіалу Браяном Фуллером як "лейтенант-командер із застереженнями"... "Ми бачили шість серіалів з точки зору капітана", пояснив він у ранніх прес-релізах шоу. "Щоб побачити персонажа з [нової] перспективи на зоряному кораблі — того, хто має різні динамічні стосунки з капітаном, з підлеглими, це дало нам багатший контекст."

## Особисте життя
4 грудня 2010 року Мартін-Грін одружилася з актором Кенріком Гріном. У 2015 році народила сина. Мартін-Грін була вагітна під час зйомок п'ятого сезону "Ходячих мерців", що вона приховувала, одягаючи товстий одяг і використовуючи більшу зброю. У 2020 році вона народила доньку.
З квітня 2016 року Мартін-Грін є амбасадоркою організації Stand Up to Cancer, заохочуючи до клінічних досліджень, з особливим акцентом на роботу в етнічно різноманітних спільнотах. В інтерв'ю для Essence у лютому 2018 року Мартін-Грін розповіла, що її мати боролася з трьома видами раку, а одна з її зведених сестер мала рак молочної залози.
13 липня 2021 року Мартін-Грін оголосила в Instagram, що її батьки померли; її батько 9 квітня 2021 року, а мати 10 квітня 2021 року з різних причин. Некролог повідомив, що її батько вів "коротку, але доблесну боротьбу з раком печінки".

## Фільмографія

### Кіно
| Year | Title                          | Role           |
| ---- | ------------------------------ | -------------- |
| 2005 | Не зовсім правильно            | Коко Делайт    |
| 2007 | I-Can-D                        | VJ             |
| 2008 | Сліпі думки                    | Дженна Лопес   |
| 2009 | Toe to Toe                     | Тоша Спінер    |
| 2009 | Rivers Wash Over Me            | Шона Кінг      |
| 2011 | Da Brick                       | Рейчел         |
| 2011 | Кричати до неба                | Джоджо Паркер  |
| 2012 | Shockwave Darkside             | Приватний ланг |
| 2019 | Holiday Rush                   | Роксі          |
| 2020 | Зовнішня історія               | Іша            |
| 2021 | Космічний джем: Нове покоління | Камія Джеймс   |
| 2024 | Моя мертва подруга Зоя         |                |

### Телебачення
| Рік             | Назва                            | Роль                           | Примітки |
| --------------- | -------------------------------- | ------------------------------ | --- |
| 2008            | Закон і порядок: Злочинні наміри | Кіана Річмонд                  | Епізод: "Спадок" |
| 2009            | Армійські дружини                | Канесса Джонс                  | 3 епізоди |
| 2009–2011       | Гарна дружина                    | Кортні Уеллс                   | 8 серій |
| 2011            | Пліткарка                        | Джоанна                        | Епізод: "The Jewel of Denial" |
| 2012            | NYC 22                           | Мішель Террі                   | 5 серій |
| 2012–2017, 2018 | Ходячі мерці                     | Саша Вільямс                   | 45 серій (3-7, 9 сезони) |
| 2013            | Якось у казці                    | Тамара                         | 7 епізодів |
| 2016            | Ліпсінк Батл                     | у ролі себе                    | Епізод: "Sonequa Martin-Green vs. Lauren Cohan" |
| 2016–2017       | Новенька                         | Ронда                          | 2 епізоди |
| 2017            | Пенн Зеро: Герой на півставки    | Pirate Maria (голос)           | 2 епізоди |
| 2017–2024       | Зоряний шлях: Діскавері          | Майкл Бернем                   | 55 серій Премія «Сатурн» за найкращу жіночу роль на телебаченні (2018) Премія «Сатурн» за найкращу жіночу роль у потоковій презентації (2019) Номінація — премія «Сатурн» за найкращу жіночу роль на телебаченні (2021) |
| 2017–2018       | After Trek                       | у ролі себе                    | Афтершоу; 2 епізоди |
| 2019–2022       | The Ready Room                   | у ролі себе                    | Афтершоу; 6 серій |
| 2021            | Невразливий                      | Алана / Зелений привид (голос) | Епізод: «Настав час» |

## Відеоігри
- Fast & Furious Crossroads (2020)
- Star Trek Online (2020)